# Ле-Гур
Ле-Гур (фр. Les Gours) — коммуна во Франции, находится в регионе Пуату — Шаранта. Департамент — Шаранта. Входит в состав кантона Эгр. Округ коммуны — Конфолан.
Код INSEE коммуны — 16155.

## География
Коммуна расположена приблизительно в 370 км к юго-западу от Парижа, в 80 км юго-западнее Пуатье, в 39 км к северо-западу от Ангулема.
Вдоль южной границы коммуны протекает ручей Гуфр-де-Лож, который также носит названия Ромазьер, или Ноден, или Газон, а вдоль северной границы — ручей Девиз.

## Население
Население коммуны на 2008 год составляло 126 человек.
| 1962 | 1968 | 1975 | 1982 | 1990 | 1999 | 2008 |
| ---- | ---- | ---- | ---- | ---- | ---- | ---- |
| 227  | 189  | 163  | 143  | 142  | 145  | 126  |

## Экономика
Основу экономики составляет сельское хозяйство.
В 2007 году среди 72 человек в трудоспособном возрасте (15—64 лет) 48 были экономически активными, 24 — неактивными (показатель активности — 66,7 %, в 1999 году было 71,1 %). Из 48 активных работали 44 человека (23 мужчины и 21 женщина), безработных было 4 (3 мужчины и 1 женщина). Среди 24 неактивных 7 человек были учениками или студентами, 10 — пенсионерами, 7 были неактивными по другим причинам.

## Фотогалерея

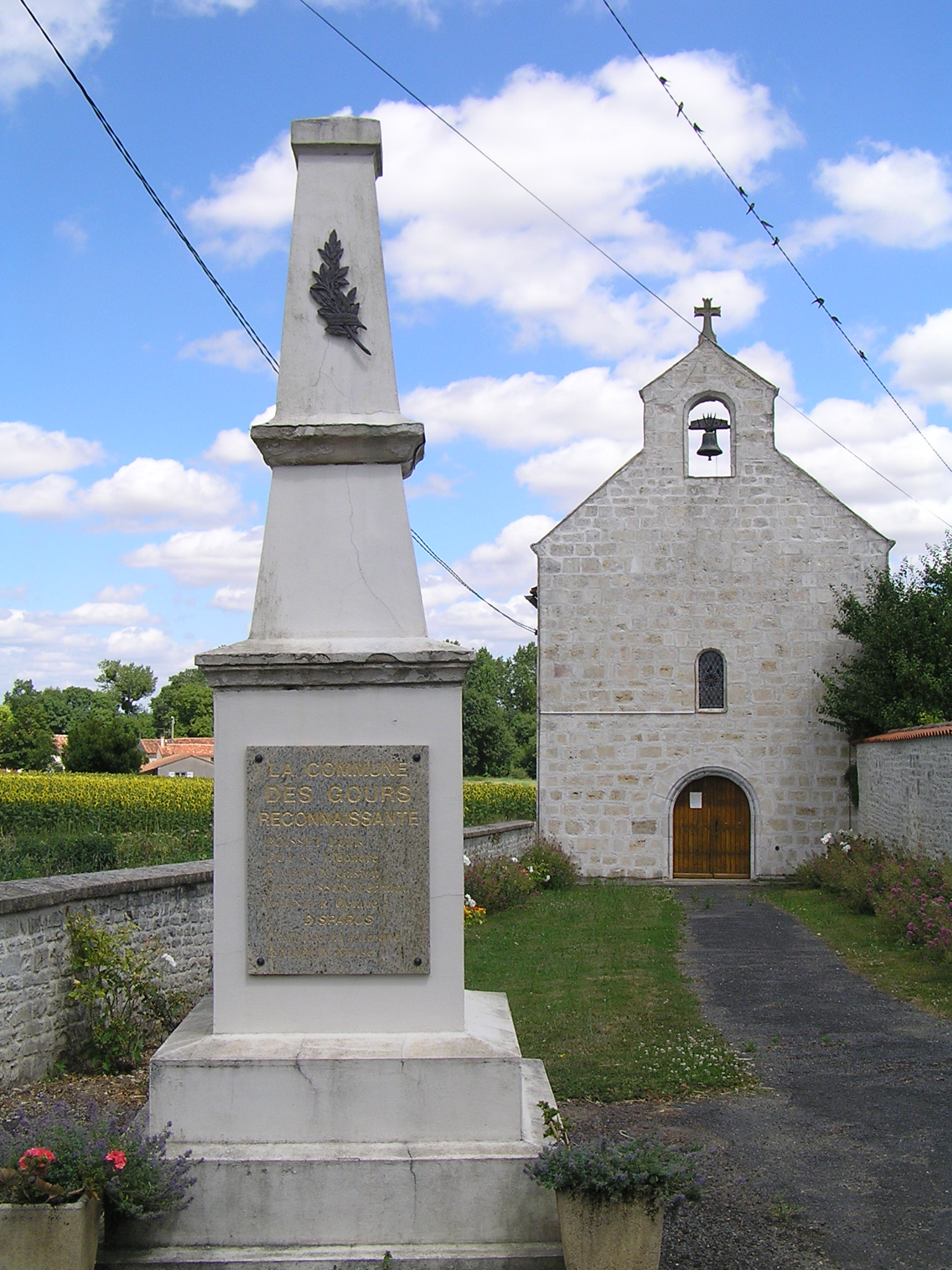
Церковь и военный мемориал
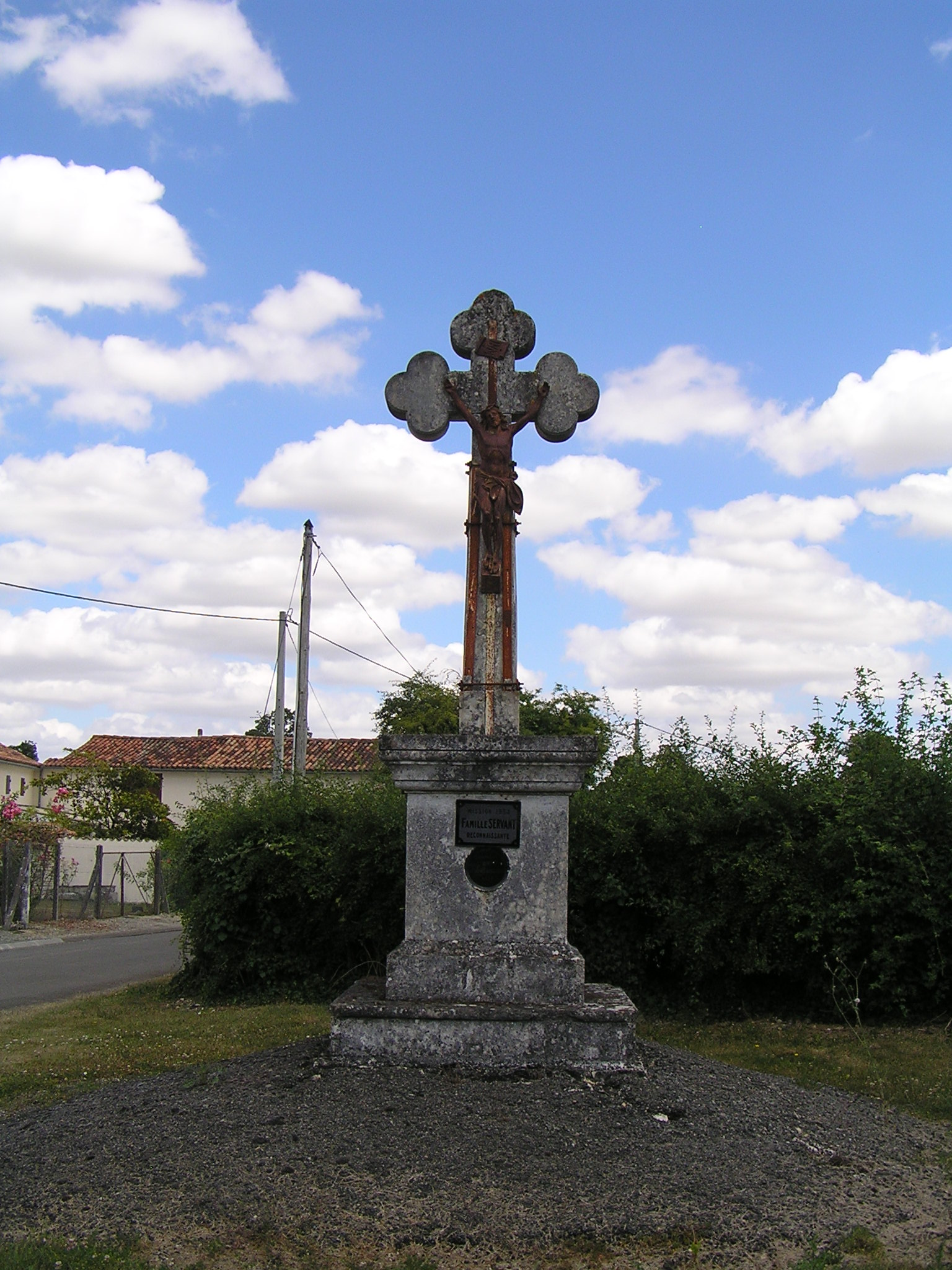
Придорожный крест
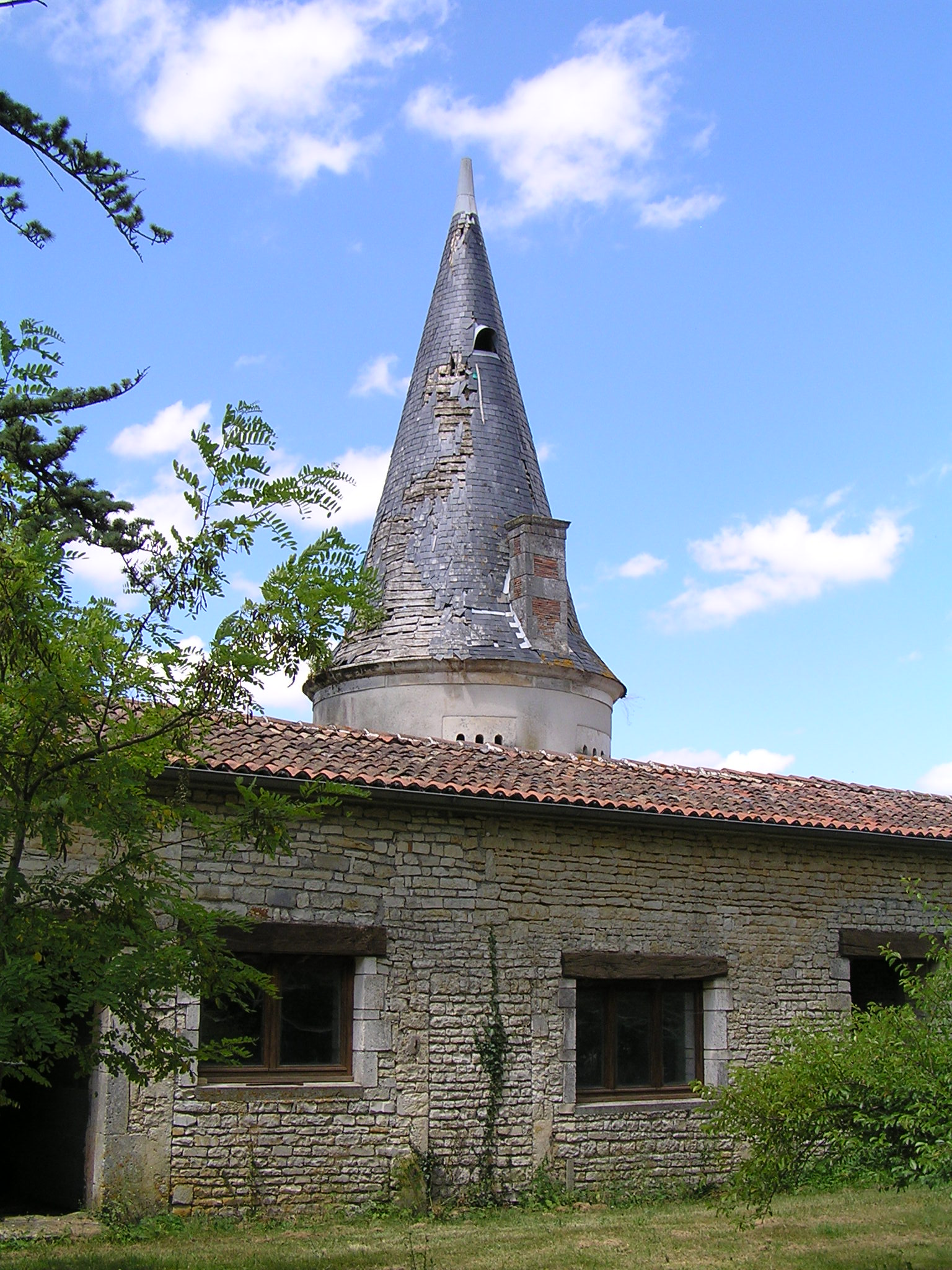
Голубятня